# Francisco Cabello Luque
Francisco Cabello Luque (La Zubia, Granada, 20 de mayo de 1969) es un exciclista español, profesional entre 1990 y 2006, cuyo mayor éxito deportivo lo obtuvo en 1994 cuando logró una victoria de etapa en el Tour de Francia.

## Palmarés
| 1992 - Memorial Manuel Galera 1994 - 1 etapa del Tour de Francia 1995 - 1 etapa de la Vuelta a Andalucía 1996 - Trofeo Sóller de la Challenge de Mallorca - 1 etapa de la Vuelta a La Rioja 1999 - Trofeo Sóller de la Challenge de Mallorca | 2000 - Trofeo Andrach de la Challenge de Mallorca - 1 etapa de la Vuelta a Murcia 2001 - 1 etapa de la Vuelta a Murcia 2005 - Vuelta a Andalucía 2006 - Premio de Armilla |

## Resultados en Grandes Vueltas y Campeonato del Mundo
| Carrera         | Carrera         | 1990  | 1991 | 1992 | 1993  | 1994 | 1995  | 1996  | 1997  | 1998 | 1999 | 2000 | 2001 | 2002  | 2003  | 2004  | 2005 | 2006 |
| --------------- | --------------- | ----- | ---- | ---- | ----- | ---- | ----- | ----- | ----- | ---- | ---- | ---- | ---- | ----- | ----- | ----- | ---- | ---- |
|                 | Giro de Italia  | —     | —    | —    | 111.º | —    | —     | —     | 81.º  | —    | 68.º | —    | —    | —     | —     | —     | —    | —    |
|                 | Tour de Francia | —     | —    | —    | —     | 87.º | F. c. | 102.º | 108.º | Ab.  | —    | —    | —    | 111.º | —     | —     | —    | —    |
|                 | Vuelta a España | 118.º | 95.º | —    | —     | 68.º | 64.º  | 94.º  | —     | 80.º | 81.º | 83.º | 75.º | —     | 113.º | 102.º | —    | —    |
| Mundial en Ruta | Mundial en Ruta | —     | —    | —    | —     | 35.º | —     | —     | —     | —    | —    | —    | —    | —     | —     | —     | —    | —    |

—: no participa
Ab.: abandono
F. c.: fuera de control

## Equipos
- Kelme (1990-2005)
  - Kelme (1990-1995)
  - Kelme-Artiach-Costa Blanca (1996)
  - Kelme-Costa Blanca (1997-2004)
  - Comunidad Valenciana (2005)
- Andalucía-Paul Versan (2006)